# Aeroelasticitet
Aeroelasticitet är det ämnesområde inom fysik och ingenjörsvetenskap som studerar samverkan mellan en elastisk kropp och ett fluidflöde. Området, som alltså kombinerar delar av aerodynamik och hållfasthetslära, har växt fram som en del av flygtekniken och typiska tillämpningar har varit att studera hur ett flygplans vingar deformeras genom den mekaniska last de utsätts för under flygning. Aeroelastiska beräkningar blir därför ett komplement till de aerodynamiska studier där man utgår från att flygplanet har en viss oförändrad geometri. Eftersom flygplans roder och andra styrytor också deformeras finns det även en koppling mellan aeroelasticitet och flygmekanik.
Området aeroelasticitet delas vanligen in i två delområden: statisk aeroelasticitet, som handlar om den elastiska kroppens statiska respons, och dynamisk aeroelasticitet, som handlar om dynamisk respons, ofta i form av vibrationer.
Aeroelastiska studier och beräkningar används även för annat än flygplan, bland annat för rotorblad i vindkraftverk, delar i kompressorer och turbiner och för att förstå snarkning.  

### Fotnoter
1. ↑  Aeroelasticitet Arkiverad 8 maj 2014 hämtat från the Wayback Machine., Totalförsvarets forskningsinstitut, läst 2014-05-08